# How to Die in Oregon
How to Die in Oregon ("Como morir en Oregón") es un documental estadounidense de 2011 producido y dirigido por Peter Richardson. 
Se desarrolla en el estado de Oregón y cubre la ley "Death with Dignity Act" que permite a pacientes terminales autoadministrarse medicación prescrita por su médico para terminar con su propia vida, lo que se conoce como medical aid in dying.

## Estreno
El documental fue estrenado en enero de 2011, en el 27º Festival Sundance para emitirse ese mismo año en la HBO. Peter Richardson, originario de Oregón, tuvo la idea de producir el documental ya que la ley estatal se estaba defendiendo en la Corte Suprema de los Estados Unidos a través del caso de 2006 Gonzales vs Oregon.

## Recepción en la crítica
How to Die in Oregon fue bien recibida por la crítica, obteniendo además un 100% "fresh" rating en Rotten Tomatoes a partir de 8 análisis y críticas. Ganó además el Gran Premio de documentales del Jurado en la 27ª edición.